# 徐日勤
徐日勤（英語：Tsui Yat Kan；1955年—），香港男作曲家、音樂家，從1980年代便開始从事音樂創作。1968年畢業於東莞同鄉會學校上午校，同屆校友尚有歌手麥潔文。他於同年考入中華基督教會基智中學。1980至1990年代擔任亞洲電視音樂總監。
此外，他曾与藝人袁潔瑩及余綺霞交往。

## 个人生平
徐日勤生于香港一个音乐世家，祖籍廣東省廣州市花都區；父亲徐永兆是六、七十年代香港知名音樂人兼钢琴高手。自幼受父亲薰陶，四、五岁已能弹出整首歌曲。十七、八岁时到美国半工读，晚间在夜店弹琴赚钱完成学业。在美国流浪数年後返港，追随顾嘉煇在香港無綫電視工作。其後独立发展，成为了出类拔萃的作曲家。
80年代，徐日勤曾擔任陳百強多個演唱會的音樂總監，分別為：
- 陳百強86前進演唱會[6]
- 陳百強87繼續前進演唱會[7]
- 陳百強88存真演唱會[8]
- 陳百強89十周年紀念演唱會[9]
- 陳百強91紫色個體演唱會[10]

1987年，徐日勤憑著陳百強與關正傑合唱的《未唱的歌》獲得商台第九屆「中文歌曲擂台獎頒獎禮」的「最佳編曲」獎。
1988年，徐日勤憑著杜德偉唱的《忘情號》獲得港台十一屆「十大中文金曲頒獎音樂會」的「最佳編曲」獎。
1989年，徐日勤擔任亞洲電視本港台特備節目《下午茶之邁步十五展光華》音樂總監兼主題曲作曲。
80年代，黃霑曾向傳媒表示徐日勤是「第二代音樂人中的精英」。
80及90年代，徐日勤曾多次擔任港台「十大中文金曲頒獎典禮」的音樂總監。
2015年，徐日勤榮任「顧嘉煇榮休盛典演唱會」的音樂總監。
徐日勤最著名的作曲兼編曲作品有徐小鳳的《婚紗背後》、張學友和湯寶如的《相思風雨中》、陳百強的《從今以後》、《只因愛你》、《偶像》及《無聲勝有聲》、陳百強和關正傑的《未唱的歌》、麥潔文的《電光霹靂舞士》及《斷》、杜德偉的《忘情號》、黎明的《親近你》、張學友的《人生需要什麼》、陳慧嫻的《與淚抱擁》等。
徐日勤最著名的編曲作品有陳百強的《深愛着你》、《盼望的緣份》及《戀愛預告》，張國榮的《風繼續吹》、許冠傑和甄妮的《無敵是愛》、張學友的《等你回來》、露雲娜的《雨中Sha La La》等。

## 音樂作品

### 1979年
- 路家敏 - 青蛙王子（編）

### 1982年
- 梅艷芳 - 情愛火花（編）
- 梅艷芳 - 不必想我（編）
- 林利 - 問你（編）
- 胡渭康 - 流螢（編）
- 李龍基 - 夜香港（編）
- 李龍基 - 輕舟（編）

### 1983年
- 張國榮 - 風繼續吹（編）
- 張國榮 - 不管你是誰（編）
- 張國榮 - 難以再說對不起（編）
- 張國榮 - 情自困（曲、編）
- 張國榮 - 戀愛交叉（編）
- 張國榮 - 你的一切（編）
- 鍾鎮濤 - 我寂寞（編）
- 鍾鎮濤 - 此情只待成追憶（曲、編）
- 鍾鎮濤 - 情場如戰場（編）
- 鍾鎮濤 - 愛的哀悼（曲、編）
- 梅艷芳 - 不必想昨天（編）
- 甄　妮 - 寒夜冬衣（編）
- 蔣麗萍 - 灰色的心（編）
- 蔣麗萍 - 時光倒流（編）

### 1984年
- 梅艷芳 - 獨愛荊途（曲、編）
- 梅艷芳 - 點起你慾望（曲、編）
- 麥潔文 - 黃金約會（編）
- 麥潔文 - 電光霹靂舞士（曲、編）
- 許冠傑 - 微風（曲、編）
- 許冠傑 - Christina（曲、編）
- 甄妮、許冠傑 - 無敵是愛（編）
- 關正傑 - 香江歲月（編）
- 關正傑 - 舞會（曲、編）
- 關正傑 - 緣份的烙印（曲、編）
- 雷安娜 - 我是瀟灑（曲、編）
- 雷安娜 - 破裂（編）
- 葉振棠 - 疾跑（曲、編）
- 葉振棠 - 十二月廿四（曲、編）
- 蔣麗萍 - 望望鏡頭（曲、編）
- 蔣麗萍 - 情是枉癡心（曲、編）
- 鍾鎮濤 - 夢裡情人（編）
- 鍾鎮濤 - 在潮浪裡（編）
- 鍾鎮濤 - 壞了的指南針（曲、編）
- 蔡國權 - 回到我身邊（編）
- 蔡國權 - 一首苦歌（編）
- 盧冠廷 - 拾荒者（編）
- 盧冠廷 - 根（編）
- 彭健新 - 目送她離去（編）
- 彭健新、鍾鎮濤 - 永不說不（編）
- 彭健新 - 划艇真輕鬆（曲、編）
- 彭健新 - 同渡快樂時（曲、編）

### 1985年
- 麥潔文 - 斷（曲、編）
- 張學友 - 偷心者（曲、編）
- 陳百強 - 深愛著你（編）
- 陳百強 - 如果沒有你（曲、編）
- 陳百強 - 盼望的緣份（編）
- 陳百強 - 恋爱预告（編）
- 鄺美雲 - 輕輕吻別時（曲、編）
- 鍾鎮濤 - 藍眼（曲、編）
- 關正傑 - 雨中再見（曲、編）
- 鮑翠薇 - 賣心者（曲、編）
- 薰妮 - 玻璃牆上的一吻（曲、編）
- 雷安娜 - 誰願意孤單（曲、編）
- 雷安娜 - 恋爱热潮（編）
- 雷安娜 - 白衣天使（曲、編）
- 露雲娜 - 雨中Sha La La（編）
- 露雲娜 - 暗藍（曲、編）
- 露雲娜 - 只知相愛不知為何（曲、編）
- 露雲娜 - 因為我（曲、編）
- 王雅文 - 小酒館的悲歌（曲、編）
- 王雅文 - 青春發動機（曲、編）
- 王雅文 - Don't Cry For Me ...貝多芬（編）
- 鍾鎮濤 - 天涯人（編）

### 1986年
- 陳百強 - 偶像（曲、編）
- 陳百強 - 夢境（編）
- 陳百強 - 真摯的愛（編）
- 林憶蓮 - 但我已給你（曲、編）
- 林憶蓮 - 心裡探險（編）
- 陳慧嫻 - 與淚抱擁（曲、編）
- 徐小鳳 - 婚紗背後（曲、編）
- 溫兆倫 - 化學作用（曲）
- 關正傑 - 金色勳章（曲、編）
- 張德蘭 - 冷戰（曲）
- 鍾鎮濤 - 編織美夢（編）
- 葉振棠 - 傷心號帆船（曲、編）
- 葉振棠 - 裝作聾啞（曲、編）
- 葉麗儀 - 誰人想孤單一個（編）
- 葉麗儀 - 用愛的殺手（曲、編）
- 麥潔文 - 亂（曲、編）
- 麥潔文 - 等待Sunday（曲、編）
- 鄭少秋 - 雨夜（曲、編）
- 盧冠廷 - 等在黎明（編）

### 1987年
- Raidas - 人海寫真（曲、編）
- 林志美 - 夜店歌手（曲、編）
- 林憶蓮 - 鷹與星（曲、編）
- 張立基 - 酒樽裡的她（曲、編）
- 張學友 - 誰之過（曲、編）
- 陳百強、關正傑 - 未唱的歌（曲、編）
- 陳百強 - 揮不去的你（曲、編）
- 陳百強 - 驅魔大法師（編）
- 溫兆倫 - 戀愛故事（編）
- 溫兆倫 - 十八萬年（曲、編）
- 溫兆倫 - Valarie（曲、編）
- 劉德華 - 急凍癡情（曲、編）
- 葉蒨文 - 為何是你（曲、編）
- 鄺美雲 - 點俾某君聽（編）
- 鄺美雲 - 遺棄（曲、編）
- 蘇　芮 - 機場內（曲、編）
- 杜德偉 - 危險地帶（曲、編）
- 杜德偉 - 抗議變心（編）
- 杜德偉 - 午夜戀歌（曲、編）
- 杜德偉 - 等待黎明（編）
- 杜德偉 - 抱緊我（編）
- 蔣志光 - 悔意（曲、編）

### 1988年
- 呂　方 - 曾經愛過（曲）
- 杜德偉 - 狂情（曲、編、監）
- 杜德偉、林敏驄 - 眼光光（曲、編、監）
- 杜德偉 - 錯了（曲、編、監）
- 杜德偉 - 忘情號（曲、編、監）
- 杜德偉 - Prove Your Love（編）
- 杜德偉 - 不必對不起（編）
- 杜德偉 - 是誰幼稚（編）
- 杜德偉 - 永遠做伴（編）
- 杜德偉 - 無心去愛（曲、編、監）
- 杜德偉 - 算了吧（曲、編、監）
- 張國榮 - 內心爭鬥（曲、編）
- 張學友 - 夢裏的聲音（曲）
- 陳百強 - 痴心晚安（曲、編）
- 陳百強 - 從今以後（曲、編）
- 陳百強 - 一串音符 (編)
- 陳百強 - 怨女（曲、編）
- 陳百強 - 無聲勝有聲（曲、編）
- 陳慧嫻 - 不羈戀人（編）
- 陳慧嫻 - Bad Girl（編）
- 陳慧嫻 - Money Can't Buy Love（編）
- 陳慧嫻 - 與淚擁抱（國）（曲）
- 羅　文 - 塵緣（曲、編）
- 陳松伶 - 月球在轉 (編)
- 張德蘭 - 徬徨的心（曲、編）
- 黃凱芹 - 日安憂鬱（曲）

### 1989年
- 彭健新 - 鬼咁痴纏（曲）
- 彭健新 - 前途（曲、編）
- 吳國敬 - 心病（曲）
- 张学友 - 你沒有錯（曲）
- 張立基 - 飛虎隊（曲）
- 張立基 - 變心（曲）
- 張立基 - 不必講理由（曲、編）
- 梅艷芳 - 傲慢（曲、編、監）
- 梅艷芳 - 朝朝暮暮（曲、編、監）
- 梅愛芳 - 何必當初（曲、編）
- 甄楚倩 - 好夢（曲、編）
- 麥潔文 - 人間樂園（曲、編）
- 陳百強 - 背著良心的說話（曲、編）
- 陳潔靈 - 無緣（曲）
- 陳潔靈 - 奔放一生（曲）
- 鮑翠薇 - 為何一生多轉變（曲）
- 鄭少秋 - 近在眼前（曲）
- 賈思樂 - 兜亂兩仔爺（曲）
- 寶佩如 - 大女人本色（曲）
- 鄭祖同 - 妙探出租（曲）
- 李達成 - 時光之旅（曲、編）
- 李閏雄 - 自作自受（曲、編）
- 鍾鎮濤 - 愛的感覺裡（曲、編）
- 盧維昌 - 情盡以後（曲）

### 1990年
- 彭健新 - 正義朋友（曲、編）
- 羅　文 - 還看今朝（曲、編）
- 羅　文 - 還看今朝（國）（曲、編）
- 羅　文、麥潔文 - 誰不知（曲、編）
- 羅　文、千百惠 - 誰知道（曲、編）
- 蔡濟文 - 現代戰士（曲、編）
- 梅艷芳 - 情敵角色（曲、編）
- 麥潔文 - 不要再次失去你（曲、編）
- 麥潔文 - 心靈無所依（曲、編）
- 甄　妮 - 交上知心友（編）
- 關淑怡 - 就是你麼!?（曲、編）
- 關淑怡 - 心野（曲、編）
- 陳雅雯 - 相愛有幾天（曲、編）
- 陳聲妮 - 心中有你（曲）
- 李麗蕊 - 你是誰（曲、編）
- 李麗蕊 - Tell Me Who Will Be My Love（曲、編）
- 李閏雄 - 問（曲、編）
- 柏安妮 - 為了愛（曲）
- 吳耀漢 - 攪攪震（曲、編）
- 群　星 - 難兄難弟（編）
- 林姍姍 - 日夕回味（曲）
- 賈思樂 - 最佳才子（編）
- 吳婉芳 - 一樣的愛人（曲、編）
- 徐小鳳 - 不夜城傳奇（曲）

### 1991年
- 吳婉芳 - 竟然是他（曲）
- 黎　明 - 親近你（曲、編）
- 袁鳳瑛 - 吉卜賽情人（編）
- 袁鳳瑛 - Surrender（曲、編）
- 袁鳳瑛 - 從前有一些人（曲、編）
- 譚詠麟 - 一千一個春與冬（曲、編）
- 黃凱芹 - 壓抑（曲、編）
- 黃凱芹 - 歲月星塵（曲、編）
- 陳百強 - 天生不是情人（曲、編）
- 陳百強 - 心痛（曲、編）
- 陳百強 - 痴情歲月（曲、編）
- 陳百強 - 而情是近（曲、編）
- 陳百強 - 末世紀風騷（曲、編）
- 陳百強 - 歌者戀歌（編）
- 陳百強 - 只因愛你（曲、編）
- 陳百強 - 夜的心（編）
- 陳百強 - 回望（編）
- 陳百強 - 野性的心（曲、編）
- 陳雅雯 - 為何是我（曲）
- 陳雅雯 - 誰的錯（曲）
- 劉美君 - 寄語（曲、編）
- 鄺美雲 - 玻璃鞋（曲、編）
- 鄺美雲 - 無法解釋的感覺（曲、編）
- 羅　文 - 人生如此（曲、編）
- 羅　文 - 人生如夢（曲、編）
- 賈思樂、李麗蕊 - 觸電情緣（曲）
- 溫碧霞 - 初戀情人（曲、編）
- 杜德偉 - Because I love you(day)（編）
- 杜德偉 - Because I love you(night)（編）

### 1992年
- 何婉盈 - 愛上你是我一生的錯（監）
- 何婉盈 - 仍是會想你（編、監）
- 何婉盈 - 縱使凝望（編、監）
- 何婉盈 - 初戀（編、監）
- 何婉盈 - 週日清晨（曲、編、監）
- 何婉盈 - 任性（曲、編、監）
- 何婉盈 - 溫室女孩（編、監）
- 何婉盈 - 愛的境界（曲、編、監）
- 何婉盈 - 流不完的淚（編、監）
- 何婉盈 - 夜深雨中（編、監）
- 何婉盈 - 暗戀他（編、監）
- 李克勤 - 逼到慣（編）
- 李克勤 - 逆流（編）
- 杜德偉 - Because I love you（remix）（編）
- 周慧敏 - 動人黃昏（曲、編）
- 周慧敏 -失眠（曲、編）
- 草蜢 - 夜語（編）
- 张学友 - 紅葉舞秋山（曲、編）
- 張學友、湯寶如 - 相思風雨中（曲、編）
- 戚美珍 - 十三皇朝（曲、編）
- 曾航生 - 一夜危情（曲）
- 曾航生、何婉盈 - 再見亦是朋友（監）
- 鄭秀文 - 如愛我（曲、編）
- 黎瑞恩 - 廿世紀不了情（編）
- 黎瑞恩 - 微夢（曲、編）
- 陳百強 - 親愛的您（曲、編、監）
- 陳百強 - 天才白痴夢（編、監）
- 劉玉翠 - 借多一夜（曲、編）
- 鄭梓浩 - 還是算了吧（曲、編）
- 鄭梓浩 - Lonely line（曲、編）
- 鄭梓浩 - 強烈再吻我吧（編）
- 黎明詩 - 也許孽緣（曲、編）
- 鄺美雲 - 愛讓每個人心碎（編）
- 倫永亮 - 奇蹟（曲、編）

### 1993年
- 何婉盈 - 曾經（曲）
- 何婉盈、曾航生 - 愛的境界（曲、編、監）
- 周慧敏 - 聖誕夜綿綿（曲、編）
- 周慧敏 - 有話的心（曲、編）
- 杜德偉 - 再戰蝙蝠俠（編）
- 袁鳳瑛 - 一個你一個我（曲、編）
- 張學友 - 我與你（編）
- 張學友 - 等你回來（編）
- 張學友 - 人生需要什麼（曲、編）
- 張學友、湯寶如 - 情濃半生（曲、編）
- 草　蜢 - 愛不怕讓你知道（編）
- 許冠英 - 癡心願記取（編）
- 許冠英 - 孤單中走過（曲、編）
- 許冠英 - 灑脫大亨（編）
- 溫兆倫 - 你為什麼離開我（編）
- 曾慶瑜 - 一步一生（曲、編）
- 曾航生 - 仍是愛你（曲、編）
- 曾航生 - 一生想你（編）
- 曾航生 - 情之最真（編）
- 劉玉翠 - 田園頌（曲、編）
- 鄺美雲 - 其實我愛你嗎（編）
- 鄺美雲 - 小心女人（曲、編）
- 鄺美雲 - 一生也在戀愛（編）
- 鄺美雲 - 其實我愛你嗎（Remix）（編）
- 譚詠麟 - 笑看人生（編）
- 譚詠麟 - 還是你懂得愛我（曲、編）
- 鄭嘉穎 - 比煙花更燦爛（編）
- 羅　文 - 迷失的感情（編）
- 羅　文 - 回首紅塵（編）
- 羅　文 - 人間（曲、編）
- 羅　文 - 江湖路（曲、編）
- 鄒　靜 - 不捨的眷戀（曲、編）
- 鄒　靜 - Where is my love tonight？（曲、編）
- 鄒　靜 - 情人說改天再見（曲、編）

### 1994年
- 何超儀 - 春天我不回家（曲）
- 古巨基 - 藍天與白雲（編）
- 古巨基 - 愛到最底（曲、編）
- 李克勤 - 妒忌（監）
- 李克勤 - 當我傾心愛上（曲、編、監）
- 李克勤 - 末世紀的愛（曲、編、監）
- 胡越山 - 誰令愛受傷（曲、編）
- 袁鳳瑛 - 聽說失戀的女人美麗（編）
- 袁鳳瑛 - 借一杯咖啡（編）
- 袁鳳瑛 - 不甘心（編）
- 袁鳳瑛 - 阿花的故事（編、監）
- 袁鳳瑛、冼凱忻 - 打開心窗（編）
- 孫耀威 - 告別了（編）
- 孫耀威 - I Will Be Here For You（編）
- 區紹偉 - 百變金剛（編）
- 鄒　靜 - 容易糊塗（曲、編）
- 湯寶如 - 為何不可一生愛你（曲）
- 黃耀明 - 蛛絲馬跡（監）
- 廣州小雲雀兒童合唱團 - 小孩與大自然（編）
- 劉彩玉 - 離去的人（編）
- 劉彩玉 - 還是回家可以嗎？（編）
- 劉彩玉 - 愛戀的風箏（曲、編）
- 劉彩玉 - 我不後悔愛錯這一回（曲、編）

### 1995年
- 王馨平 - 秘密（曲、編）
- 王馨平 - 夢遊戲（曲、編）
- 李克勤 - 真面目（曲、編）
- 金城武 - 誰說不可以（監）
- 金城武 - 留念（曲、編、監）
- 金城武 - 愛我吧（監）
- 金城武 - 仍然愛你不變（曲、編、監）
- 金城武 - 燃燒激情（監）
- 金城武 - 給我心愛的人（監）
- 金城武 - 陽光情人（監）
- 金城武 - 我不想哭泣（曲、編、監）
- 金城武 - 伴你一生（監）
- 金城武 - 幸運還是你（監）
- 孫耀威 - 愛的故事（下集）—但願他珍惜妳（曲、編）
- 康　賢 - 就是那麼喜歡妳（編）
- 蘇永康 - 絕情（曲、編）

### 1996年
- 李樂詩 - 冰凍的痛（曲、編）
- 金城武 - 我愛的她有妳的影子（監）
- 周慧敏 - 出嫁的清晨（編）
- 周慧敏 - Am I Really In Love（編）

### 1997年
- 謝霆鋒 - 為妳好（曲、編、監）
- 蘇永康 - 海角天涯（曲、編）
- 馬浚偉 - 誰願伴我（監）
- 馬浚偉 - 雪在飄（編、監）

### 1999年
- 何嘉莉 - 迷失方向（曲、編、監）
- 汪明荃 - 美麗娛樂世界（Solo Version）（曲、編、監）
- 汪明荃、熊熊兒童合唱團 - 美麗娛樂世界（曲、編、監）
- 張國榮 - 心跳呼吸正常（曲、編）
- 馬浚偉 - 請你留步（曲、編、監）

### 2000年
- 馬浚偉、陳建穎 - 新細胞時代（編、監）
- 張國榮 - 奇蹟（曲、編）
- 蘇永康 - 明天以後（曲、編）

### 2001年
- 馬浚偉 - 想飛（曲、編、監）
- 馬浚偉 - 讓我先走（曲、編、監）
- 馬浚偉 - 我的態度（曲、編、監）
- 馬浚偉、陳建穎 - 重生（編、監）
- 譚詠麟 - 一雙翅膀（編）
- 譚詠麟 - 得一（イ）半（曲、編）

### 2002年
- 陳文媛 - 天橋（編）
- 趙頌茹 - 取代（曲、編）

### 2007年
- 林一峰 - 曾經有你，因此有我（曲）
- 林一峰 - 偶像創世紀（與林慕德共同作曲）

### 2009年
- 張敬軒 - 單打獨鬥（曲）
- 群　星 - 佛誕吉祥（監）

### 2015年
- 謝安琪 - 最初的快樂（編、監）

### 2018年
- 林子祥 - 有了你（監）
- 梁詠琪 － 戀愛預告（編、監）
- 葉蒨文 (feat. 林子祥) - 疾風（監）
- 鍾鎮濤 - 一生何求（監）
- 關淑怡 - 漣漪（監）

## 資料來源
- 香港50－80年代粵語流行曲唱片目錄 （页面存档备份，存于）
- 90－95粵語歌曲唱片目錄